# ビロードノボタン

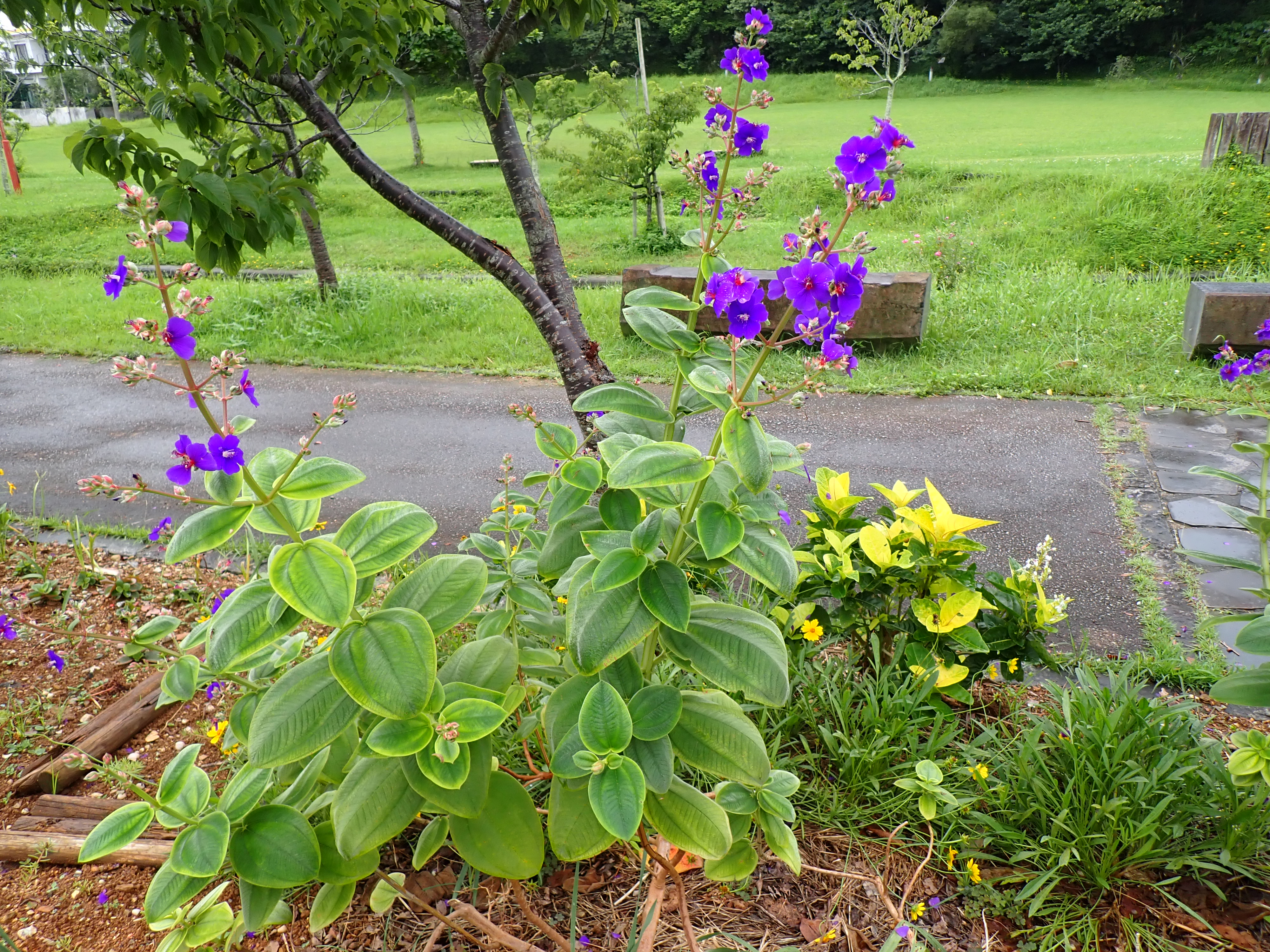
植栽株（2024年6月 沖縄県名護市大北）

ビロードノボタン（学名：Pleroma heteromallum）はノボタン科の常緑低木。別名アツバノボタン、オオバシコンノボタン、オオバノボタン（この和名は別属の種（Miconia calvescens）を指すことが多いので注意）など。
旧学名Tibouchina grandifoliaはシノニムとされる。
本項では池原及びYListに従い、和名をビロードノボタンと記す。

## 特徴
高さ1–3 m。茎の断面は四角形で下部は木質化し硬い。枝は葉腋から叉状に出る。葉は長さ10–25 cm、幅6–15 cmの卵形で厚く、全縁、対生し、ノボタン’コート・ダジュール’として流通する種と比べて葉幅が広い。葉の両面に白色の伏毛が密生し、葉面が銀白色のビロード状に見える。葉柄は1–2 cmほど。花はシコンノボタンやノボタン’コート・ダジュール’より小さく、径3–5 cmほどの紫色の5弁の花が集まり、枝先に穂状の円錐花序を形成する。花の中央部は初め白色で後、橙赤色に変わる。雄蕊10本は花弁と同じく紫色。花期は夏。

## 分布
南米のブラジル等が原産。沖縄へは昭和54年頃に導入された。

## 利用
植物園や温室で鑑賞されるほか、沖縄では庭や公園によく植栽され、多く見かける。根元から多数の枝が出て、花数も多いことから庭園樹に向く。繁殖は挿木や実生による。日当たりが良く風の弱い場所が望ましい。樹形を維持するためには開花後に枝を切り戻す。新梢が出た頃に摘芯を行うと分枝が促進され花が多くつく。病虫害はほとんどみられないが、冬期に葉が黄変することがある。